# Пежо тип 173
Пежо тип 173 (фр. Peugeot Type 173) је моторно возило произведено између 1922. и 1925 године од стране француског произвођача аутомобила Пежо у њиховој фабрици у Болијеу. У том периоду је произведено 1002 јединице. Овај модел је заменио прослављени тип 163 који је и сам много учинио много да се ојача компанија у тешким годинама непосредно након Првог свјетског рата.
Многе од техничких карактеристика тог аутомобила били су веома иновативни у то време. У тип 173 је уграђен ново развијени редни четвороцилиндрични, четворотактни, запремине 1.525 cm³ и био је први Пежоов мотор који је на глави имао вентиле. Његов положај је био испред возача и преносио снагу на задње точкове преко кутије мењача са четири брзине у тренутку када други произвођачи примењивали четири-брза зупчаника у кутији код већих и скупљих модела. Максимална излазна снага је 29 КС при 1.900 обртаја вратила. Мотор/мењачка кутија, модерна комбинација, дозвољавала је релативно боље убрзање и максималну брзину од 75 км/ч. Систем за кочење код типа 173 је такође модеран, са добош кочницама монтираним на обе осовине, док су Пежоови конкуренти били задовољни са кочницама само на задњој осовини.
Постојала је само једна верзија, означена као 173 С, аутомобил доста добрих пропорција од других у класи, што јој је омогућило да понуди необично простран ентеријер. Међуосовинско растојање од 2670 мм, подржавало је укупну дужину возила од 4000 мм. Каросерија "торпедо", и "торпедо спортски" су у обе варијанте могли да приме четири особе.
Тип 173 се производио више од три године, са укупно 1002 произведене јединице. Наследник типа 173 је тип 177 који је наследио мотор од 173, заједно са неколико својих других иновативних функција, а који су сам по себи били ослонац Пежоа у распону готово до краја ове деценије.